# Multi Channel Audio Digital Interface
Das Multichannel Audio Digital Interface (MADI) ist eine digitale Schnittstelle zur mehrkanaligen unidirektionalen Audioübertragung, die vorwiegend in der professionellen Tonstudiotechnik eingesetzt wird. Sie ist als AES10 von der Audio Engineering Society genormt.

## Geschichte
In den 1980er Jahren suchte die Audio-Industrie nach neuen und moderneren Übertragungsmöglichkeiten und Formaten, um viele Audio-Kanäle gleichzeitig über ein Kabel übertragen zu können und eine Alternative zu teuren und unhandlichen Multicores im Live- und Tonstudio-Betrieb zu entwickeln. Um diese Bestrebungen zu bündeln, bildete sich die MADI-Group, anfänglich bestehend aus Sony, Mitsubishi, Neve und SSL. Ziel war die Entwicklung eines verlustfreien und unempfindlichen Datenübertragungsformates, welches schließlich 1989 bei der AES im Standard AES10 definiert wurde. Es war die Geburtsstunde des „Multichannel Audio Digital Interface“ (MADI).
Die erste offizielle Definition dieses Formates war die AES10-1991. Ihr folgten Aktualisierungen in den Jahren 2003, 2005 und 2008. Die AES10-1991 definierte MADI mit einer Auflösung von 24 Bit auf 32 kHz bis maximal 48 kHz, mit einer Toleranz von 12,5 %. Damit war auch die damals noch gebräuchliche Taktfrequenz von 49,152 realisierbar. Diese Toleranz ist unter dem Namen „Varispeed“ bekannt und war u. a. für die früheren Bandmaschinen notwendig.
In der AES10-1991 wurde MADI auf 56 Kanäle festgelegt. Dies änderte sich mit der Revision von 2003. Da zu diesem Zeitpunkt Bandmaschinen immer weniger zum Einsatz kamen, wurde es ermöglicht, auf „Varispeed“ zu verzichten und dafür die mögliche Kanalzahl zu erhöhen. Dem Nutzer standen nun 64 Kanäle mit einer Samplerate bis zu 48 kHz zur Verfügung.
Die mögliche Maximalauflösung wurde mit der Revision von 2003 überarbeitet und ähnlich dem Verfahren bei ADAT wurde, unter Verzicht in der Audio-Kanalanzahl, die mögliche Abtastrate auf 96 kHz erhöht. Mit der AES10id-2005 wurden schlussendlich auch Abtastraten bis zu 192 kHz möglich.

## Technik
Eine MADI-Verbindung kann sowohl aus optischen (FDDI) als auch aus koaxialen Leitungen (75 Ohm) bestehen und enthält 28 bzw. 32 AES/EBU-Audio-Kanäle sowie zusätzliche Synchronisationssignale. Da AES/EBU ein eigenes Format (für zwei Mono-Kanäle mit bis zu 48 kHz / 24 bit) ist, bündelt MADI vom Prinzip her somit die Einzelkanäle eines anderen Formates. Die unterschiedliche Kanalzahl hängt davon ab, ob man die Varispeed-Funktion mit ± 12,5 % Geschwindigkeitsänderung benötigt.
MADI kann damit bis zu 56 (mit Varispeed) bzw. 64 Mono-Kanäle (ohne Varispeed) in einem Kabel übertragen. Somit können sehr viel mehr Kanäle über deutlich weniger Leitungen übertragen werden, als das zum Beispiel mit ADAT, TDIF, S/PDIF oder AES/EBU möglich ist.  Heute kann MADI sogar mit einer Abtastrate bis zu 192 kHz übertragen. Dies ist vor allem für Studioverkabelungen sehr interessant und ermöglicht den technischen Ausbau bestehender Produktionsumgebungen, wobei der positive Aspekt von weniger Verkabelung bei Live-Anwendungen um einiges mehr heraussticht als bei Fix-Installationen. MADI gilt als sehr fehlertolerantes und ressourcenschonendes Protokoll. Es eignet sich besonders für komplexe digitale Studioprojekte, da die Einzelkanäle wieder als AES/EBU zum Beispiel an einer Signal-Matrix anliegen können, die dann auch wieder einzeln über Kabel verteilt werden können.

### Spezifikation
- Ursprüngliche Abtastrate und Quantisierung:
  - Abtastrate: 32 kHz bis 48 kHz, ± 12,5 %
  - Samplingtiefe: 16 bis 24 bit
  - Synchronisation über 48 kHz oder 96 kHz[4]
- Ursprünglicher Datentransfer
  - bis zu 64 Mono-Kanäle in einem optischen oder koaxialen Kabel
  - Kabellänge max. 100 m (koaxial) bzw. 2.000 m (optisch)
  - Übertragungsrate: 125 Mbit/s
  - Datentransferrate: 100 Mbit/s
  - maximale Datentransferrate: 96.768 Mbit/s = 56 Kanäle bei 48 kHz
  - minimale Datentransferrate: 50.176 Mbit/s = 56 Kanäle mit 32 kHz
- Folgende Übertragungsformen werden heute unterstützt:[2]
  - Standard (1991): 56 Kanäle / 24 Bit / 44,1 kHz – 48 kHz / Varispeed ± 12,5 %
  - Standard (2003): 64 Kanäle / 24 Bit / 32 kHz – 48 kHz
  - Double Wire 96/48k-Modus: 32 Kanäle / 24 Bit / 96 kHz
  - Quad Wire 192/48k-Modus: 16 Kanäle / 24 Bit / 192 kHz